# 聖パウロ堂 (高雄市)

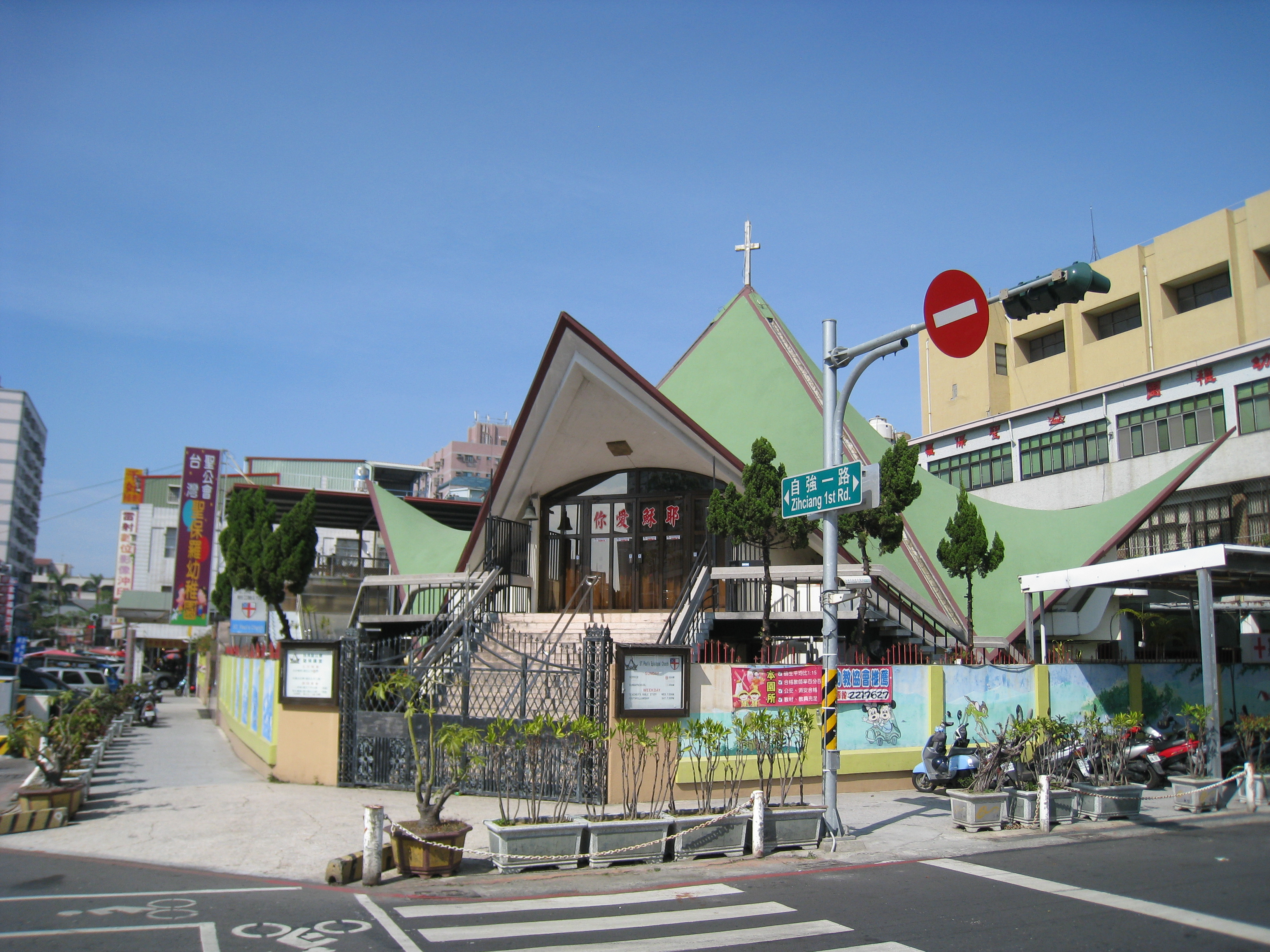
聖パウロ堂（台湾・高雄市）

聖パウロ堂（せいぱうろどう、中国語: 聖保羅堂）は、1965年に台湾聖公会によって高雄市に設立された聖公会教会である。教会堂はユニークな建物で、設計は陳其寬（Chen Chi-kwan）と沈祖海（zh:沈祖海）。
場所は三民区自強路沿いで、第二運河に面している。この教会には、幼稚園も併設されている。

## 参照項目
- 台湾聖公会
- 聖テモテ堂 (高雄市)
- 台湾のキリスト教
- 台湾基督長老教会 - 台湾で一番多いプロテスタントの教会
- 玫瑰聖母聖殿司教座堂 - 高雄市のカトリック教会の大聖堂